# Ingreso Familiar de Emergencia (Chile)
El Ingreso Familiar de Emergencia (IFE) es un seguro social chileno que se entrega a las personas que no recibían ingresos y que no pueden trabajar debido a la pandemia de enfermedad por coronavirus, más específicamente, debido a la cuarentena impuesta dentro del territorio nacional para evitar contagios, decretándose el Estado de excepción constitucional por catástrofe. El monto del beneficio depende de la cantidad de personas que son integrantes del hogar, y de la calificación socioeconómica de que  se encuentra la familia en la emergencia sanitaria.

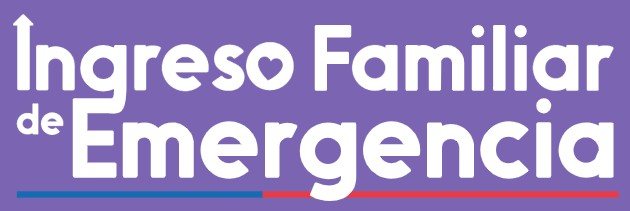
Logotipo oficial del seguro social.

## Historia
El Ingreso Familiar de Emergencia fue creado por el presidente de Chile, Sebastián Piñera, el 20 de abril de 2020 mediante un proyecto de ley, que fue promulgado el 14 de mayo del mismo año. El seguro social tuvo su primer pago el 23 de mayo de 2020, beneficiando a más de 4 500 000 personas.
El 21 de junio de 2020, se anunció un nuevo Ingreso Familiar de Emergencia, también conocido como Ingreso Familiar de Emergencia 2.0, en el que amplió su cobertura y aumentó los montos del beneficio, lo que hizo que beneficiara a más personas.
En julio de 2020, el ministro de Desarrollo Social y Familia, Cristián Monckeberg, presentó un proyecto de ley para expandir la cobertura y eliminar el requisito de vulnerabilidad, la nueva medida de apoyo fue denominada como IFE Plus. El proyecto fue promulgado el 31 de julio de ese año durante la Cuenta Pública. En agosto del mismo año, la ministra de Desarrollo Social y Familia, Karla Rubilar, confirmó que el IFE PLUS se iba a renovar y tener 2 pagos adicionales.
En diciembre de 2020, el ministro de Hacienda, Ignacio Briones, anunció que se iba a entregar nuevos pagos del beneficio, denominado IFE Rebrote, que iba a ser entregado dependiendo del estado de las comunas en el Plan Paso a Paso.
El 19 de abril de 2021, el presidente Sebastián Piñera anunció una ampliación en la cobertura del IFE, llegando al 100% de las familias del Registro Social de Hogares (RSH).

## Críticas
El Ingreso Familiar de Emergencia fue criticado por la oposición política al ser calificado de insuficiente el monto que se iba a otorgar, además de su falta de cobertura en la población vulnerable. En mayo y junio de 2020, el pacto Convergencia Progresista cuestionó la lentitud y falta de claridad de la entrega del beneficio.